# 王棨棻
王棨棻（？—？），山东蓬莱县人，清朝政治人物。

## 生平
道光十六年，擔任清朝廣東省潮州府豐順縣知縣。后由張式玲接任。